# Coquillettia jessiana
Coquillettia jessiana är en insektsart som beskrevs av Knight 1927. Coquillettia jessiana ingår i släktet Coquillettia och familjen ängsskinnbaggar. Inga underarter finns listade i Catalogue of Life.